# Christian Dahlström
Christian Dahlström, född 18 juli 1985 i Stockholm[källa behövs], är en svensk författare, journalist och podcastvärd, känd för sitt arbete med att belysa psykisk ohälsa och granska pseudovetenskap. Han har författat flera böcker om psykiska sjukdomar och deras behandling, bland annat Panikångest och depression (2014), Kalla mig galen (2017) och Den enda rätta läran – Så förblindade psykoanalysen det svenska rättsväsendet (2024). Sedan 2013 driver han podcasten Sinnessjukt, en podd om psykisk hälsa. År 2019 tilldelades han utmärkelsen Årets folkbildare av Föreningen Vetenskap och Folkbildning för sin grävande journalistik och sitt folkbildande arbete. Utöver sitt författarskap är han även en aktiv föreläsare och opinionsbildare inom frågor om mental hälsa.

## Biografi

### Bakgrund
Dahlström växte upp i Stockholmsförorten Nacka. Dahlströms biologiska mor led av schizofreni, vilket ledde till att han och hans syster tidigt placerades i fosterhem. Han studerade journalistik och ekonomi vid Stockholms universitet, där han avlade kandidatexamen inom huvudområdet företagsekonomi. Under sin studietid drabbades Dahlström själv av psykisk ohälsa, vilket senare kom att påverka hans författarskap och engagemang inom mental hälsa.

### Författarkarriär
Christian Dahlström är författare till flera böcker om psykisk ohälsa." Utöver sitt författarskap är han även en aktiv föreläsare och opinionsbildare inom frågor om mental hälsa, däribland sin debutbok Panikångest och depression: frågor och svar om två av våra vanligaste folksjukdomar  (2014). I boken behandlas de psykiska tillstånden panikångest och depression, och både vetenskaplig fakta och personliga erfarenheter från individer som drabbats av dessa tillstånd belyses. Dahlström förklarar i boken bland annat hur det är möjligt att bli fri från panikångest, varför depression uppstår, hur psykoterapi fungerar och var man kan söka hjälp. Boken riktar sig till både dem som själva drabbats av psykisk ohälsa och deras anhöriga, och syftar till att rätta till vanliga missuppfattningar om dessa sjukdomar. Den ger läsaren en djupare förståelse för tillstånden och presenterar konkreta vägar till hjälp och behandling. 
År 2017 publicerade han Kalla mig galen: berättelser från Psyksverige, där han undersöker psykisk ohälsa genom personliga berättelser från personer som lever med olika former av psykisk sjukdom i Sverige. Dahlström skrev även Ångestens mamma: dikter om psykisk sjukdom och vardagsångest (2021), en diktsamling som skildrar de existentiella och känslomässiga aspekterna av att leva med ångest. Boken behandlar också hur psykisk ohälsa kan påverka den vardagliga existensen och relationer. 
I boken Den enda rättan läran - Så förblindande psykoanalysen det svenska rättsväsendet från 2024 kritiserade Dahlström psykoanalysens påverkan på det svenska rättsväsendet. Han undersökte hur psykoanalytiska teorier under lång tid hade påverkat rättsliga beslut, särskilt i fall som involverade psykisk ohälsa och brott. Dahlström belyste de konsekvenser som denna påverkan hade haft för rättssäkerheten, särskilt i frågor om psykisk sjukdom och brottslighet. Han diskuterade även alternativa metoder för att förstå och behandla psykisk sjukdom inom rättssystemet, såsom kognitiv beteendeterapi och psykiatri, och föreslog ett mer evidensbaserat tillvägagångssätt för rättsliga beslut där psykisk ohälsa var en central fråga.

### Opinionsbildning
Christian Dahlström är värd för podcasten Sinnessjukt, som fokuserar på psykisk ohälsa och relaterade ämnen som psykiatri och samhälleliga perspektiv. Podcasten finansieras av lyssnare via Patreon och intervjuar experter och forskare för att öka förståelsen för psykisk hälsa. Dahlström har även medverkat i debattartiklar, exempelvis i Dagens Nyheter, där han belyser den dolda psykiska ohälsan i familjer, samt i Sjukhusläkaren, där han kritiserar bristen på insyn i den psykiatriska sektorn och lobbyverksamhetens inflytande.
I februari 2019 publicerade han en granskning kring redaktionella brister, faktafel och pseudovetenskapliga påståenden i Soki Chois bok Kimchi och kombucha, utgiven av Bonnier Fakta. Boken hade fått stor medial uppmärksamhet för sina påståenden om kost, hälsa och tarmflora.
Ett annat uppmärksammat avslöjande från december 2019 rörde Thomas Erikson, författaren bakom Omgiven av idioter och andra böcker i samma serie. Granskningen bygger på en text ur föreningen Vetenskap och Folkbildnings tidskrift Folkvett. Texten är skriven av föreningens sakkunnige på psykologi, Dan Katz, legitimerad psykolog och psykoterapeut, som i texten går igenom varför han och föreningen anser att Eriksons framgångar med boken Omgiven av idioter är en av de största pseudovetenskapliga skandalerna i Sverige de senaste åren.
I januari 2024 visade han i en granskning att flera regioner i Sverige hade spenderat miljontals kronor av skattemedel på pseudovetenskaplig personlighetstestning.

### Utmärkelser
År 2019 utsågs Christian Dahlström av Föreningen Vetenskap och Folkbildning till Årets folkbildare. Dahlström erhöll utmärkelsen för sin grävande journalistik, med särskilt fokus på podcasten Sinnessjukt. I podcasten belyste han pseudovetenskapliga metoder samt bidrog till folkbildning genom att sprida kunskap om psykisk ohälsa och vetenskapligt baserade behandlingsmetoder.

### Böcker
- 2014 –  Panikångest och depression: frågor och svar om två av våra vanligaste folksjukdomar
- 2017 –  Kalla mig galen: berättelser från Psyksverige
- 2024 –  Den enda rättan läran – Så förblindande psykoanalysen det svenska rättsväsendet

### Diktsamlingar
- 2021 –  Ångestens mamma: dikter om psykisk sjukdom och vardagsångest